# Amelia Eve
Amelia Eve (2 de febrero de 1992) es una actriz británica, reconocida principalmente por interpretar el papel de Jamie Taylor en la serie de televisión de Netflix de 2020 La maldición de Bly Manor. Iniciando su carrera a comienzos de la década de 2010, Eve ha aparecido como actriz en algunos cortometrajes y en la serie Enterprice, donde interpretó el papel de Charlotte.

## Filmografía

### Cine
| Año  | Título                   | Papel                      | Notas               |
| ---- | ------------------------ | -------------------------- | ------------------- |
| 2011 | Fifth Time Lucky         | Brooke                     | Cortometraje        |
| 2012 | Ill Manors               | Mujer fuera de la estación | Papel no acreditado |
| 2013 | Feed the Beast           | Jug                        | Cortometraje        |
| 2015 | Idéar                    | Idéar                      | Cortometraje        |
| 2018 | Nicola: A Touching Story | Nicola                     | Cortometraje        |
| 2018 | Mens Sana                | Joyce                      | Cortometraje        |
| 2020 | Big Boys Don't Cry       | Cass                       |                     |
| 2021 | Shadowland               | Elaine                     |                     |
| 2021 | Dorcha                   | Lisa                       |                     |
| 2022 | Phea                     | Molly                      |                     |
| 2023 | The Blind                | Kay Robertson              |                     |

### Televisión
| Año  | Título                    | Papel     | Notas                         |
| ---- | ------------------------- | --------- | ----------------------------- |
| 2018 | Enterprice                | Charlotte | Episodio: "Hoops 'n' Dreams"  |
| 2020 | La maldición de Bly Manor | Jamie     | Papel principal (9 episodios) |

### Vídeos musicales
| Año  | Título                                | Artista                                       |
| ---- | ------------------------------------- | --------------------------------------------- |
| 2015 | Powerful                              | Major Lazer ft. Ellie Goulding y Tarrus Riley |
| 2015 | Girl (If you are who you say you are) | Jesse Sheehan                                 |
| 2016 | Beg And Crawl                         | Max Jury                                      |